# 查尔斯·沃伦·斯托达德

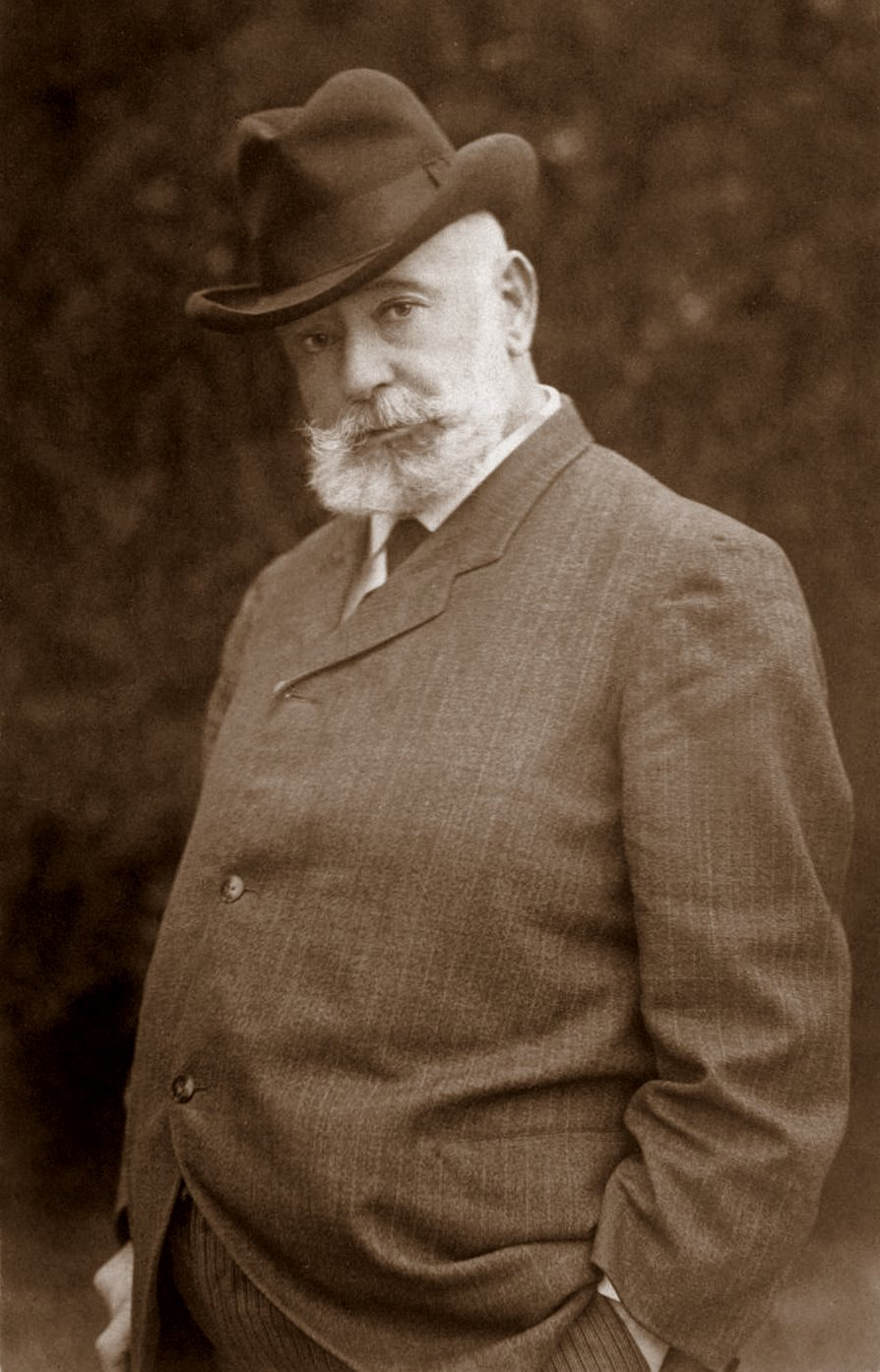
查尔斯·沃伦·斯托达德

查尔斯·沃伦·斯托达德（1843年8月7日–1909年4月23日）是一位美国作家和编辑，他將自己在玻里尼西亞的經歷寫了下來。
1867年，斯托达德皈依天主教。  1873年，他开始以旧金山纪事报特派记者的身份在全球各地報道。五年间，他游历了欧洲，而且一度抵達巴勒斯坦地区和埃及。他將大量資料寄到报社。